# Paul Motian
Paul Motian (Philadelphia, 1931. március 25. – New York, 2011. november 22.) amerikai ütőhangszeres, dobos. Paul Motian az 1950-es évek végén lett ismert Bill Evans zongoratriójában, és  egy évtizedig (kb. 1967-1976) Keith Jarrett együttesének állandó tagja volt. Zenekarvezetőként két legjelentősebb együttese a Bill Frisell gitárosból és Joe Lovano szaxofonosból álló triója, valamint az Electric Bebop Band volt.

## Pályafutása
Az örmény származású Paul Motian a Rhode Island állam fővárosában, Providence-ben nőtt fel. Középiskolás évei alatt 1949-ig különböző iskolai zenekarokban játszott. A koreai háború idején az amerikai haditengerészetnél szolgált. 1955-ben New Yorkba mentm és ott ismerkedett meg Bill Evansszal, akinek a New Jazz Conceptions című debütáló albumán dolgozott, és akivel kezdetben Tony Scott zenekarában játszott.
Dolgozott olyan zenészekkel, mint Oscar Pettiford, Lennie Tristano, a Zoot Sims, Al Cohn, George Russell és Sonny Rollins. 1959-ben triója forradalmat jelentett a zongora-triójátékban, mivel nála a ritmusszekció szabadabb, egyenrangú, hangszín-orientált interakcióvá vált.
Az 1960-as években Motian olyan zenekarvezetők mellett is fellépett, mint Coleman Hawkins, Mose Allison, Perry Robinson, Charles Lloyd,  Pharoah Sanders. Paul Bley zongoristával 1963-ban játszott először egy trióban Gary Peacockkal, és velük fedezte fel a free jazzt. A 60-as évek végén találkozott Keith Jarrett-tel és Charlie Hadennel, kezdetben trióként, majd a Keith Jarrett Quartet, amely több mint tíz albumot rögzített.
Dolgozott Carla Bley Escalator over the Hill című dzsesszoperáján és a Haden's Liberation Music Orchestra-val is.
1980-ban megkezdte rendkívül eredményes együttműködését Bill Frisellel és Joe Lovanóval, akik mindketten körülbelül 20 évvel voltak fiatalabbak nála. Az 1991-ben alapított Tethered Moon trió Kurt Weill, Édith Piaf és Giacomo Puccini zenéjének egyedi interpretációival hívta fel magára a figyelmet.
Paul Motian 2011-ben a manhattani kórházban halt meg egy rosszindulatú csontvelő-betegség szövődményei következtében.

## Zenekarvezetőként
- 1972: Conception Vessel: Keith Jarrett, Sam Brown, Leroy Jenkins, Becky Friend, Charlie Haden
- 1975: Tribute: Carlos Ward, Sam Brown, Paul Metzke, Charlie Haden
- 1977: Dance: Charles Brackeen, David Izenzon
- 1979: Le Voyage: Charles Brackeen, Jean-François Jenny-Clark
- 1982: Psalm: Joe Lovano, Billy Drewes, Bill Frisell, Ed Schuller
- 1984: The Story of Maryam: Joe Lovano, Jim Pepper, Bill Frisell, Ed Schuller
- 1984: It Should’ve Happened a Long Time Ago: Joe Lovano, Bill Frisell
- 1985: Jack of Clubs: Joe Lovano, Jim Pepper, Bill Frisell, Ed Schuller
- 1987: Misterioso: Joe Lovano, Jim Pepper, Bill Frisell, Ed Schuller
- 1988: Monk in Motian: Joe Lovano, Bill Frisell + Geri Allen, Dewey Redman
- 1988: On Broadway Vol. I: Joe Lovano, Bill Frisell, Charlie Haden
- 1989: On Broadway Vol. II: Joe Lovano, Bill Frisell, Charlie Haden
- 1989: One Time Out: Joe Lovano, Bill Frisell
- 1990: Bill Evans: Joe Lovano, Bill Frisell, Marc Johnson
- 1992: On Broadway Vol. III: Joe Lovano, Lee Konitz, Bill Frisell, Charlie Haden
- 1992: Paul Motian in Tokyo: Joe Lovano, Bill Frisell
- 1993: Trioism: Joe Lovano, Bill Frisell + Dewey Redman
- 1997: Sound of Love (Winter & Winter): Joe Lovano, Bill Frisell
- 2005: I Have the Room Above Her: Joe Lovano, Bill Frisell
- 2006: Garden of Eden: Chris Cheek, Tony Malaby, Ben Monder, Steve Cardenas, Jakob Bro, Jerome Harris
- 2007: Time and Time Again: Joe Lovano, Bill Frisell
- 2010: Lost in a Dream: Jason Moran, Chris Potter
- 2011: The Windmills of Your Mind (Winter & Winter): Bill Frisell, Thomas Morgan, Petra Haden

## Fordítás
Ez a szócikk részben vagy egészben  a   Paul Motian című német Wikipédia-szócikk ezen változatának fordításán alapul.  Az eredeti cikk szerkesztőit annak laptörténete sorolja fel. Ez a jelzés csupán a megfogalmazás eredetét és a szerzői jogokat jelzi, nem szolgál a cikkben szereplő információk forrásmegjelöléseként.